# Pierre Lévesque de Pouilly
Pour les articles homonymes, voir Levesque de Pouilly.
Pierre Lévesque de Pouilly est un homme politique français né le 5 décembre 1766 à Reims (Marne) et mort le 23 février 1855 à Soissons (Aisne).

## Biographie
Fils de Jean-Simon Lévêque de Pouilly, il est propriétaire à Soissons et commandant de la garde nationale. Il est député de l'Aisne de 1815 à 1816 et de 1830 à 1831, puis député de la Marne de 1831 à 1834, siégeant dans la majorité soutenant la monarchie de Juillet.